# Spectre (film)
Spectre är den 24:e filmen från produktionsbolaget EON Productions om den brittiske spionen James Bond. Sam Mendes återvände som regissör efter succén med Skyfall (2012). Daniel Craig spelade återigen James Bond i sin fjärde film. Craig agerade även som en av filmens medproducenter. Filmens ledmotiv, "Writing's On the Wall", sjöngs av Sam Smith och utsågs vid Oscarsgalan 2016 till Bästa sång, precis som den föregående filmen Skyfall vann också för.
Filmen hade världspremiär den 26 oktober 2015 i Storbritannien.

## Handling
James Bond spårar lönnmördaren Marco Sciarra till Mexico City under De dödas dag, där han hör om en "blek kung" och att Sciarra tänker bomba ett stadium. Han stoppar attentatet genom att döda Sciarra, och tar Sciarras ring med en bläckfisk som motiv. Väl tillbaka i London, får Bond bannor av M, eftersom Bond agerat på eget bevåg, just när MI5 och MI6 ska slås ihop, något som riskerar Bonds status som 00-agent. Bond meddelar dock Miss Moneypenny att hans tidigare chef gett honom ledtråden att besöka Sciarras begravning i Rom, för att se vilka som kommer. Samtidigt ber han Moneypenny att spåra den bleke kungen.
Bond lyckas slingra sig undan M:s försök att spåra honom och förför Sciarras änka, för att få reda på att ett hemligt sällskap ska mötas för att hitta en ersättare till Sciarra. Bond tar sig in på mötet, men blir upptäckt och tvingas fly.
Moneypenny lyckas ta reda på att den bleke kungen syftar på Mr. White, som Bond mött flera gånger (i Casino Royale och Quantum of Solace). De lyckas spåra Mr. White till en avlägsen stuga, där White berättar att han blivit förgiftad av tallium av ledaren för det hemliga sällskapet, och när Bond lovar att beskydda hans dotter, avslöjar han var hon befinner sig, eftersom hon kan leda Bond till "L'Americain".
Mr. Whites dotter, dr. Madeleine Swann, som befinner sig på en nästan lika avlägsen klinik i Österrike, vill inte bli räddad av Bond, men efter en attack faller hon till föga och berättar att L'Americain inte är en person, utan ett hotell, dit Mr. White tog sin familj årligen. Under tiden avkodar Q Sciarras ring, som visar sig innehålla information om det hemliga sällskapet SPECTRE, som legat bakom de stora intrigerna med Le Chiffre (Casino Royale), Dominic Greene (Quantum of Solace) och Raoul Silva (Skyfall). Bond och Madeleine Swann åker dit och hittar ett sätt att spåra ledaren för SPECTRE, till en anläggning ute i öknen.
Samtidigt hotar politiska krafter underrättelsetjänsten. M blir tvungen att kämpa för att hålla MI6 vid liv och stoppa ett potentiellt totalt övervakningssystem.
Väl på plats i öknen introduceras Bond för Franz Oberhauser, son till den bergsklättrare som tog hand om Bond efter att hans föräldrar avled när han var barn. Oberhauser, som har bytt namn till Ernst Stavro Blofeld, har blivit bitter över den uppmärksamhet Bond fick och har ägnat stor tid åt att göra Bonds liv sämre. Eftersom han har goda kontakter in i den brittiska underrättelsetjänsten har han haft lätt att spåra allt som Bond och andra gör för att stoppa SPECTRE.

## Rollista (i urval)
- Daniel Craig – James Bond
- Christoph Waltz – Franz Oberhauser/Ernst Stavro Blofeld
- Léa Seydoux – Dr. Madeleine Swann
- Ralph Fiennes – Gareth Mallory/M
- Ben Whishaw – Q
- Naomie Harris – Eve Moneypenny
- Dave Bautista – Mr. Hinx
- Andrew Scott – Max Denbigh/C
- Monica Bellucci – Lucia Sciarra
- Rory Kinnear – Bill Tanner
- Jesper Christensen – Mr. White[3]
- Stephanie Sigman – Estrella
- Alessandro Cremona – Marco Sciarra
- Judi Dench – Den förra M (cameo)

## Produktion
Sam Mendes tackade först nej till att regissera en ytterligare Bond-film. Under sommaren 2013 bekräftades det att Mendes, Craig och Logan skulle återvända.
Filmen påbörjade sin produktion under december 2014. Den spelades in i London, Mexico City, Rom och Tanger. En del platser i Österrike som Erfoud, Sölden och Obertilliach, användes också. Inspelningen avslutades i juli 2015.